# Gilbert Fesselet
Gilbert Fesselet (La Chaux-de-Fonds, 16 aprile 1928 – Blonay, 27 aprile 2022) è stato un calciatore svizzero, di ruolo difensore.